# Lavado de ropa

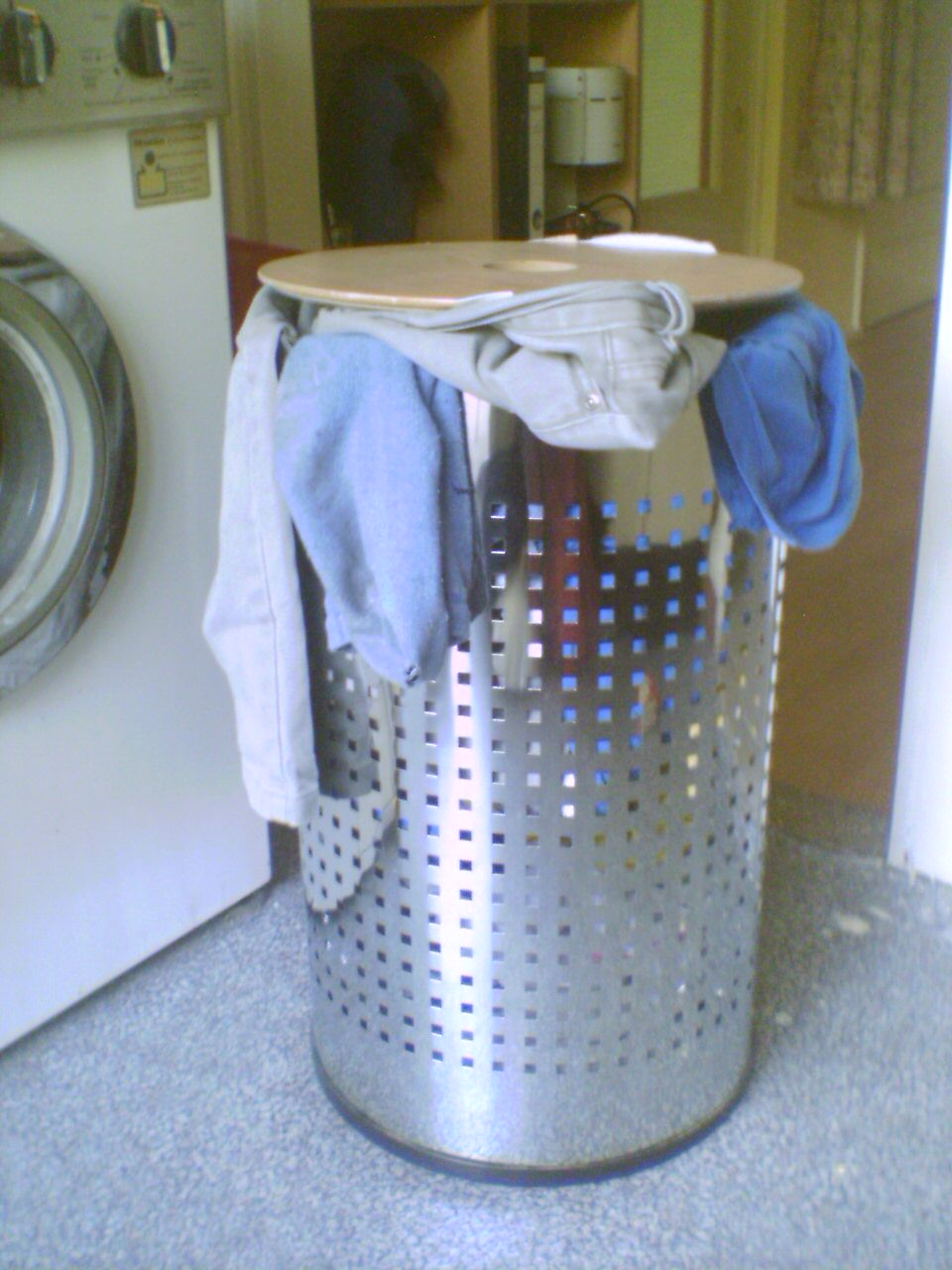
Canasta de la colada llena de ropa sucia

Hacer la colada o lavar la ropa  es la acción de lavar las prendas de vestir u otros tipos de ropa, como la ropa de cama.  El material que se está lavando, o que ya se ha lavado, generalmente se denomina "la colada".
Normalmente, los procesos de lavado se llevan a cabo en una sala reservada a tal efecto, una habitación individual, o cámara de lavado que a las casas particulares se le llamaba "el cuarto del lavadero". Un edificio de apartamentos o una residencia de estudiantes pueden tener un servicio de lavandería compartida, una empresa independiente que se conoce como lavandería.
Normalmente se guarda la ropa sucia en una cesta de servicio de lavandería donde se  mantendrá hasta que  haya una cantidad suficiente para llenar la lavadora . A menudo, al menos en la mayoría de países industrializados, antes de poner la ropa en la lavadora, se separa en grupos de acuerdo con las instrucciones de lavado que traen las prendas en la etiqueta.

## Historia
En épocas anteriores  había los Lavaderos públicos, donde las mujeres eran las encargadas de lavar la ropa de la familia. Los lavaderos eran espacios donde la gente solía socializar y conversar, por el que todavía quedan expresiones como hacer lavadero para indicar cuando se está rumoreando o explicando cosas de terceras personas. En el transcurso del siglo XX se han impuesto las lavanderías y los locales de lavado en seco.

### Cursos de agua

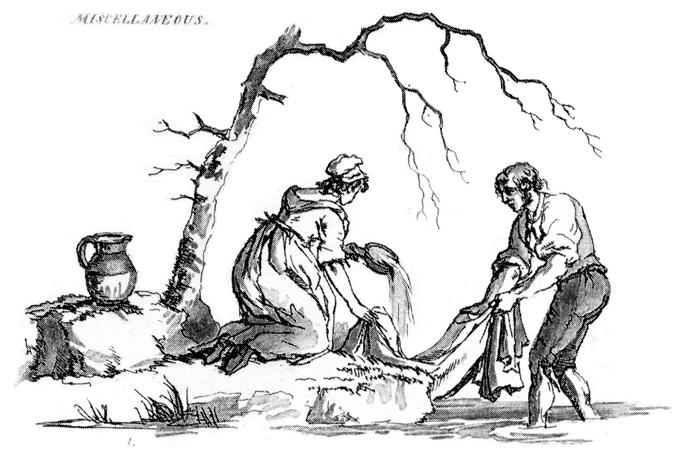
"Hombre y mujer lavando ropa en un arroyo", de la obra de William Henry Pyne Microcosmos (1806). Inusualmente, se representa como una actividad mixta.

La lavandería se hizo por primera vez en los cursos de agua, dejando que el agua arrastrara los materiales que podían causar manchas y olores. En las regiones rurales de los países pobres se sigue lavando de esta manera. La agitación ayuda a eliminar la suciedad, por lo que la colada se frotaba, se retorcía o se golpeaba contra piedras planas. Un nombre para esta superficie es piedra de escarabajos, relacionada con escarabajos, una técnica en la producción de lino; un nombre para un sustituto de madera es bloque de bateo. La suciedad se sacaba a golpes con un utensilio de madera conocido como paleta de lavado, palo de bateo, bate, escarabajo o garrote. Las superficies de fregado de madera o piedra colocadas cerca de un suministro de agua fueron sustituidas gradualmente por tablas de fregar portátiles, y finalmente por tablas de lavado de cristal corrugado fabricadas en fábrica.
Una vez limpias, las prendas se escurrían, retorciéndolas para eliminar la mayor parte del agua. Luego se colgaba en postes o tendedero para que se secara al aire, o a veces se extendía sobre hierba limpia, arbustos o árboles.

### Lavaderos

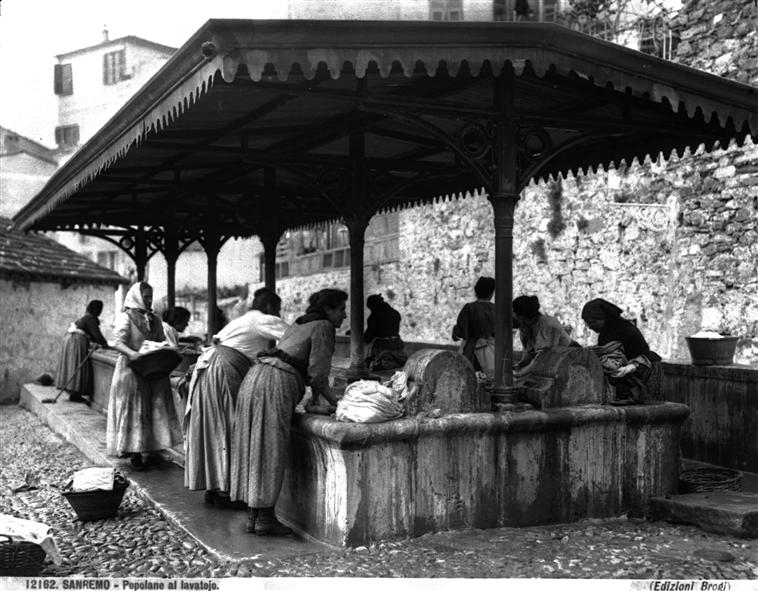
Lavadero en Sanremo, Italia, a finales del siglo XX

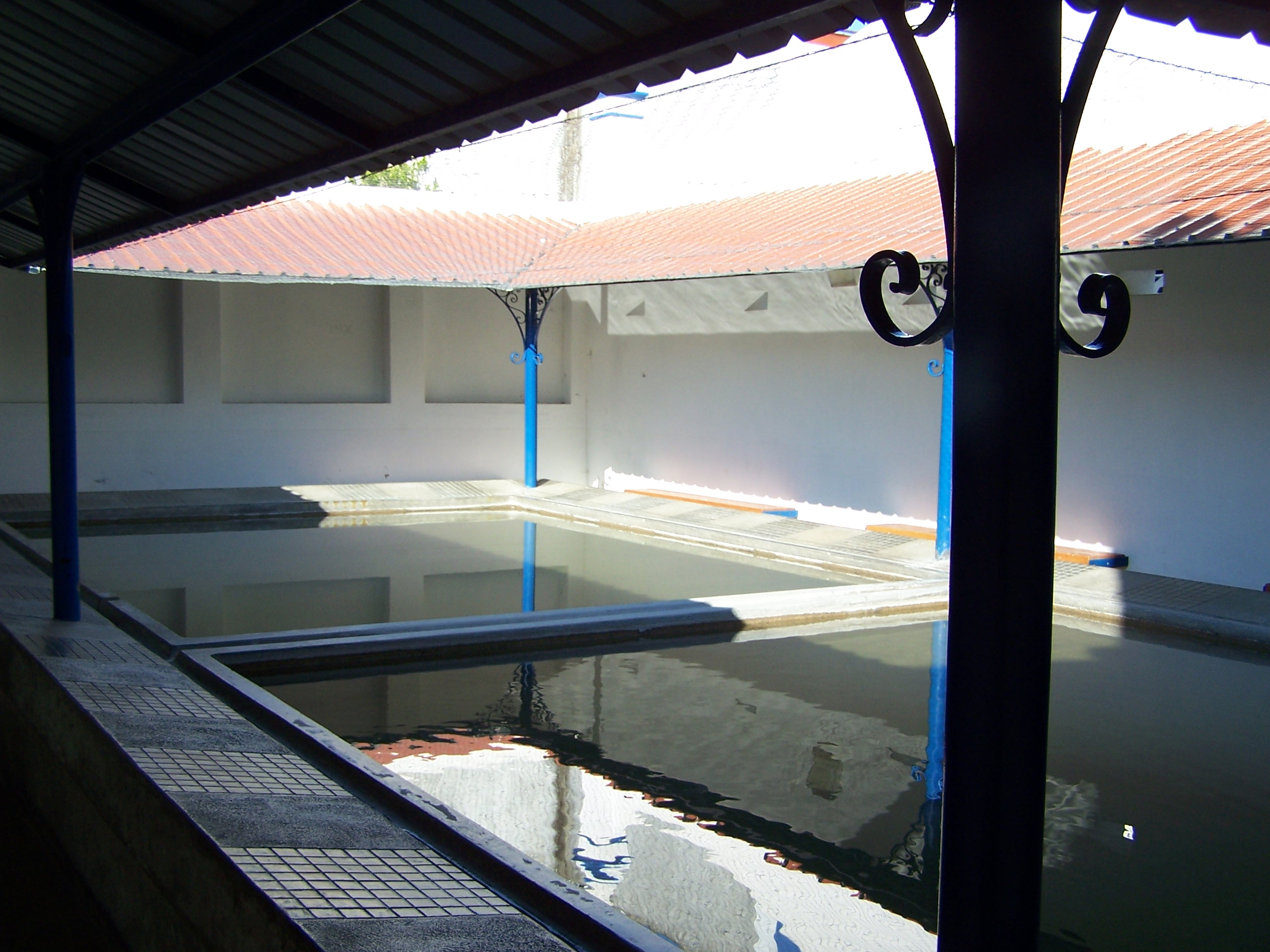
El lavadero de Cabeção, Portugal, en la actualidad. Obsérvense las dos pilas y el labio de piedra inclinado

Antes de la llegada de la máquina de lavar o lavarropas, la colada se hacía a menudo en un entorno comunitario.
Los pueblos de toda Europa que podían permitírselo construían un lavadero, a veces conocido con el nombre francés de lavoir. El agua se canalizaba desde un arroyo o un manantial y se introducía en un edificio, posiblemente sólo un techo sin paredes. Este lavadero solía contener dos pilas -una para lavar y otra para enjuagar- por las que fluía constantemente el agua, así como un labio de piedra inclinado hacia el agua contra el que se podía golpear la ropa mojada. Estas instalaciones eran más cómodas y convenientes que lavar en una corriente de agua. Algunos lavaderos tenían las pilas a la altura de la cintura, aunque otros permanecían en el suelo. Los lavanderos estaban protegidos hasta cierto punto de la lluvia, y sus desplazamientos eran reducidos, ya que las instalaciones solían estar a mano en el pueblo o en las afueras de la ciudad. Estas instalaciones eran públicas y estaban a disposición de todas las familias, y solían ser utilizadas por todo el pueblo. Muchos de estos lavaderos de las aldeas siguen en pie, estructuras históricas sin una finalidad moderna evidente.
El trabajo de lavar la ropa estaba reservado a las mujeres, que lavaban toda la ropa de su familia. Las lavanderas recogían la ropa de otros, cobrando por pieza. Por ello, los lavaderos eran una parada obligatoria en la vida semanal de muchas mujeres y se convirtieron en una especie de institución o lugar de encuentro. Se trataba de un espacio exclusivo para mujeres en el que podían discutir o simplemente charlar (véase el concepto de bomba de pueblo). De hecho, esta tradición se refleja en el modismo catalán "fer safareig" (literalmente, "hacer la colada"), que significa cotillear.
Las ciudades europeas también tenían lavaderos públicos. Las autoridades municipales querían dar a la población más pobre, que de otro modo no tendría acceso a instalaciones de lavandería, la oportunidad de lavar su ropa. A veces estas instalaciones se combinaban con baños públicos. El objetivo era fomentar la higiene y reducir así los brotes de epidemias.
A veces se utilizaban grandes calderos de metal (un "wash copper", aunque no estuvieran hechos de ese metal), se llenaban de agua fresca y se calentaban al fuego, ya que el agua caliente o hirviendo es más eficaz que la fría para eliminar la suciedad. Se podía utilizar un posser para agitar la ropa en una bañera. Un implemento relacionado llamado carretilla de lavado es "un palo o mazo de madera con un grupo de patas o clavijas adjuntas" que mueve la ropa a través del agua.

### Máquinas de lavar y otros aparatos

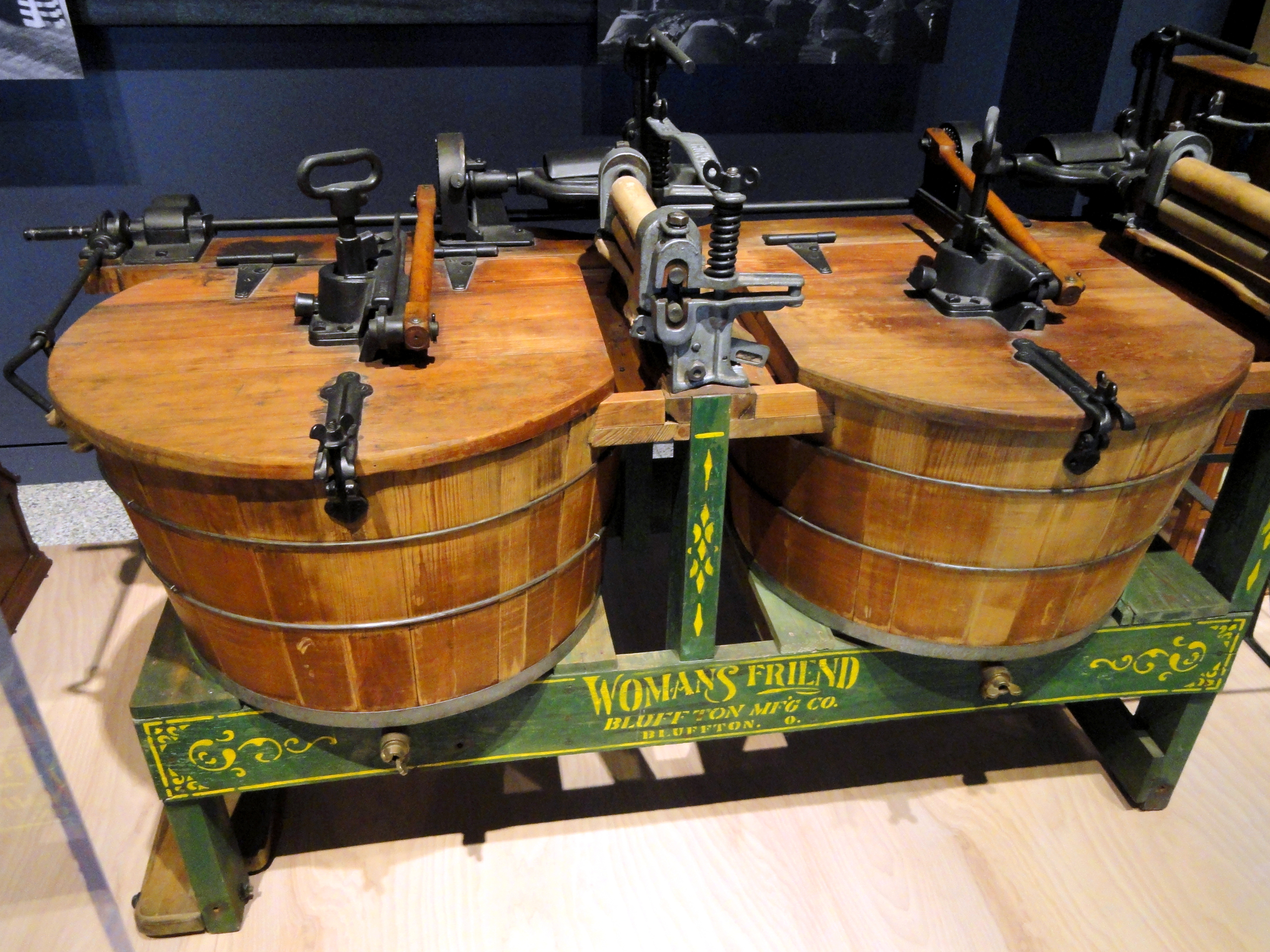
La lavadora "Woman's Friend", circa 1890 U.S.

La Revolución Industrial transformó por completo la tecnología de la lavandería. Christina Hardyment, en su historia de la Gran Exposición de 1851, sostiene que fue el desarrollo de la maquinaria doméstica lo que llevó a la liberación de la mujer.
El mangle (o "wringer" en inglés americano) se desarrolló en el siglo XIX: dos largos rodillos en un marco y una manivela para hacerlos girar. El trabajador de la lavandería cogía la ropa empapada y la pasaba por el mangle, comprimiendo la tela y expulsando el exceso de agua. El mangle era mucho más rápido que la torsión manual. Era una variante del box mangle que se utilizaba principalmente para prensar y alisar la ropa.
Mientras tanto, los inventores del siglo XIX mecanizaron aún más el proceso de lavado con varias máquinas de lavar accionadas a mano para sustituir el tedioso frotamiento manual contra la tabla de lavar. La mayoría consistía en girar una manivela para mover las palas dentro de una cuba. Luego, algunas máquinas de principios del siglo XX utilizaban un agitador accionado eléctricamente. Muchas de estas lavadoras eran simplemente una bañera con patas, con un agitador manual en la parte superior. Más tarde, el mangle también se accionó eléctricamente y se sustituyó por una cuba doble perforada, que hacía girar el exceso de agua en un ciclo de centrifugado.
El secado de la ropa también se mecanizó, con secadoras de ropa. Las secadoras también eran tinas perforadas que giraban, pero soplaban aire caliente en lugar de agua.

### Lavanderías chinas en Norteamérica
A finales del siglo XIX y principios del XX, inmigrantes chinos en Estados Unidos y Canadá estaban bien representados como trabajadores de lavanderías. La discriminación, la falta de conocimientos de inglés y la carencia de capital impidieron a los inmigrantes chinos acceder a las carreras más deseables. Alrededor de 1900, uno de cada cuatro hombres de etnia china en Estados Unidos trabajaba en una lavandería, normalmente de 10 a 16 horas al día.
Se calcula que los chinos de la ciudad de Nueva York dirigían unas 3.550 lavanderías al comienzo de la Gran Depresión. En 1933, la Junta de Concejales aprobó una ley claramente destinada a expulsar a los chinos del negocio. Entre otras cosas, limitaba la propiedad de las lavanderías a los ciudadanos estadounidenses. Las Chinese Consolidated Benevolent Association trataron infructuosamente de impedirlo, lo que dio lugar a la formación de la leftist abiertamente Chinese Hand Laundry Alliance (CHLA), que impugnó con éxito esta disposición de la ley, permitiendo a los trabajadores de las lavanderías chinas preservar sus medios de vida. La CHLA pasó a funcionar como un grupo más general de derechos civiles; su número disminuyó fuertemente después de que fuera objetivo del FBI durante el Second Red Scare. (1947-1957).

### Sudáfrica
Desde 1850 hasta 1910, los hombres zulúes se encargaban de lavar la ropa de los europeos, tanto bóeres como británicos. "El blanqueo recordaba el oficio especializado de vestir pieles al que se dedicaban los varones zulúes como izinyanga, una ocupación de prestigio que estaba muy bien pagada". Crearon una estructura gremial, similar a un sindicato, para velar por sus condiciones y salarios, convirtiéndose en "uno, si no el más, poderoso grupo de trabajadores africanos en el Natal del siglo XIX".

### India
En la India, la colada era tradicionalmente realizada por los hombres. Un lavandero se llamaba dhobiwallah, y dhobi se convirtió en el nombre de su casta. 
Un lavadero suele llamarse dhobi ghat; esto ha dado lugar a nombres de lugares donde trabajan o trabajaron, como Mahalaxmi Dhobi Ghat en Bombay, Dhoby Ghaut en Singapur y Dhobi Ghaut en Penang, Malasia.

### La antigua Roma
Los trabajadores de la antigua Roma que limpiaban las telas se llamaban fullones, singular fullo (cf. abatanado, proceso de fabricación de la lana, y la tierra de batán, utilizado para limpiar). La ropa se trataba en pequeñas tinas situadas en nichos rodeados de muros bajos, conocidos como puestos de pisado o de batán. La bañera se llenaba con agua y una mezcla de productos químicos alcalinos (a veces con orina). El batán se colocaba en la bañera y pisoteaba la tela, técnica conocida en otros lugares como posting. El objetivo de este tratamiento era aplicar los agentes químicos a la tela para que pudieran hacer su trabajo, la resolución de las grasas. Estos puestos son tan típicos de estos talleres que se utilizan para identificar las fullónicas en los restos arqueológicos.

## Procesos de lavado

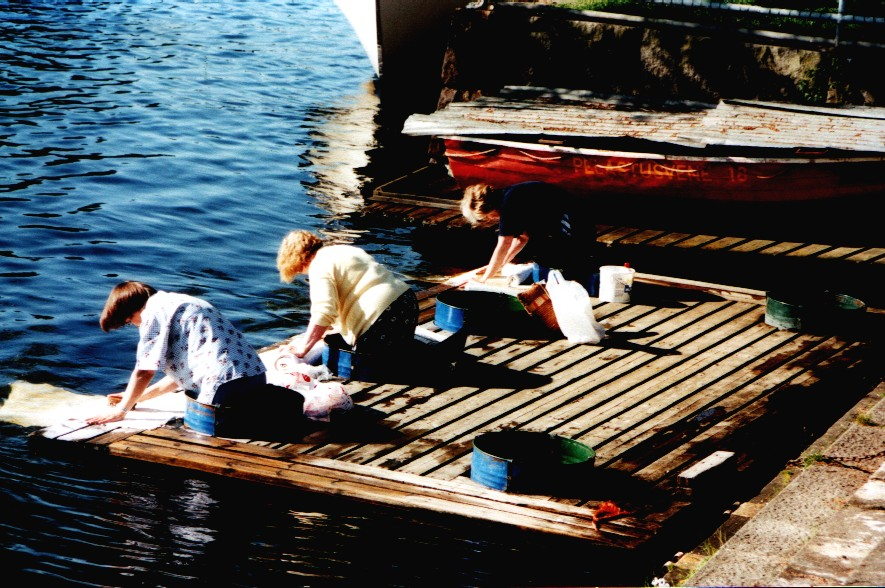
Mujeres lavando en el muelle de Tampere, Finlandia.

Los procesos de lavado incluyen el lavado (normalmente con agua que contiene detergentes u otros productos químicos), la agitación, el aclarado, el secado, el planchado y el plegado. El lavado se realiza a veces a una temperatura superior a la del ambiente para aumentar la actividad de los productos químicos utilizados y la solubilidad de las manchas, y las altas temperaturas matan los microorganismos que puedan estar presentes en el tejido. Sin embargo, se aconseja lavar el algodón a una temperatura más fría para evitar que se encoja. En el mercado hay muchos servicios profesionales de lavandería que ofrecen a diferentes precios.
La agitación ayuda a eliminar la suciedad que suelen movilizar los tensioactivos de entre las fibras, aunque, debido al pequeño tamaño de los poros de las fibras, el "núcleo estancado" de las propias fibras no ve prácticamente ningún flujo. No obstante, las fibras se limpian rápidamente por difusioforesis transportando la suciedad hacia el agua limpia durante el proceso de aclarado.

### Químicos
Se pueden utilizar diversos productos químicos para aumentar el poder disolvente del agua, como los compuestos de soaproot o de la raíz de yuca utilizados por las tribus nativas americanas, o la ceniza lye (normalmente hidróxido de sodio o hidróxido de potasio) que en su día se utilizaba ampliamente para remojar la ropa en Europa. El jabón, un compuesto hecho de lejía y grasa, es un antiguo y común auxiliar de lavado. Las lavadoras modernas suelen utilizar detergente para ropa sintético en polvo o líquido en lugar del jabón más tradicional.

### Limpieza o lavado en seco

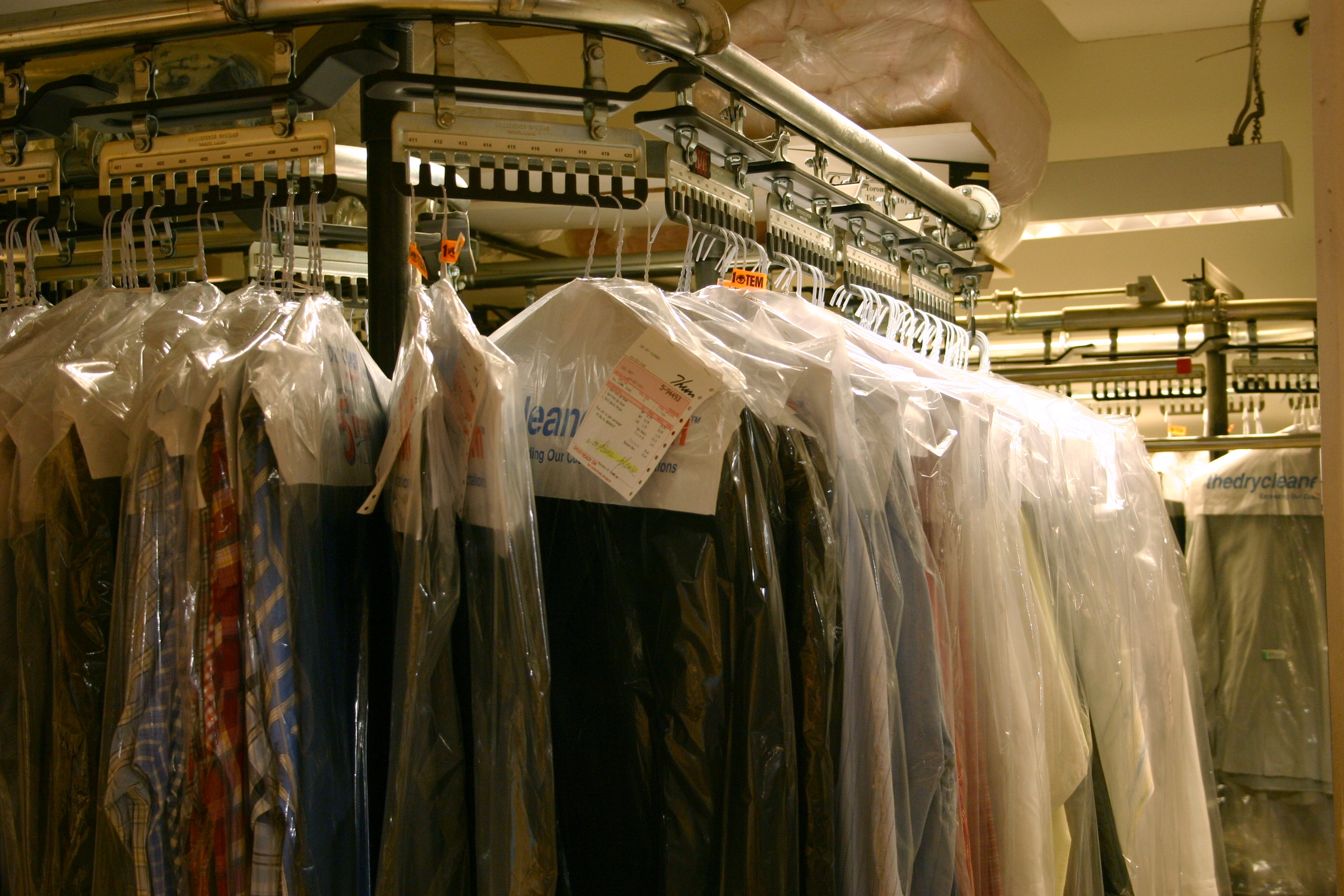
Muchos tintoreros colocan la ropa limpia dentro de finas bolsas de plástico transparentes para ropa.

La limpieza en seco se refiere a cualquier proceso que utilice un disolvente químico distinto del agua. El disolvente utilizado suele ser tetracloroetileno (percloroetileno), que la industria llama "perc". Se utiliza para limpiar tejidos delicados que no pueden resistir la dureza de una lavadora y una secadora de ropa; también puede evitar el lavado a mano, que requiere mucho trabajo.

### Proceso de lavado en seco

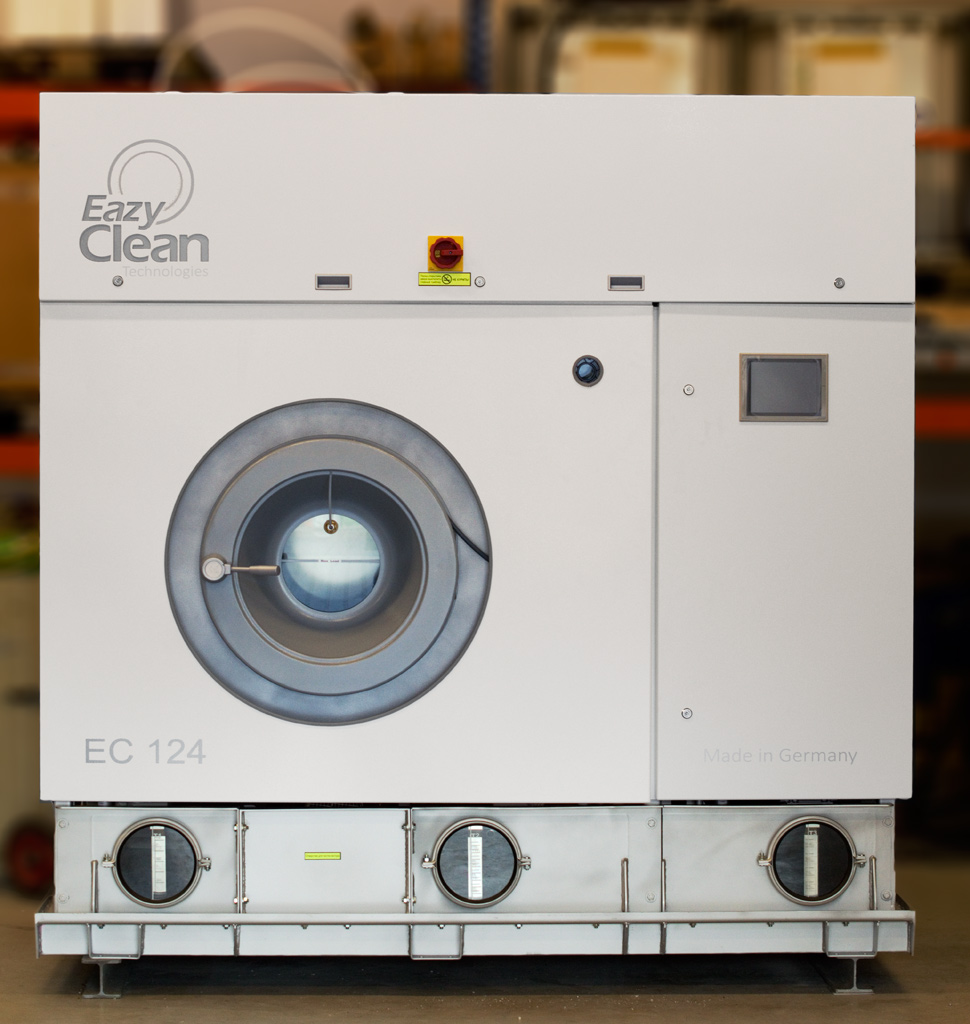
Una moderna máquina de limpieza en seco con pantalla táctil y control SPS. Fabricante: EazyClean, tipo EC124. Foto tomada antes de la instalación.

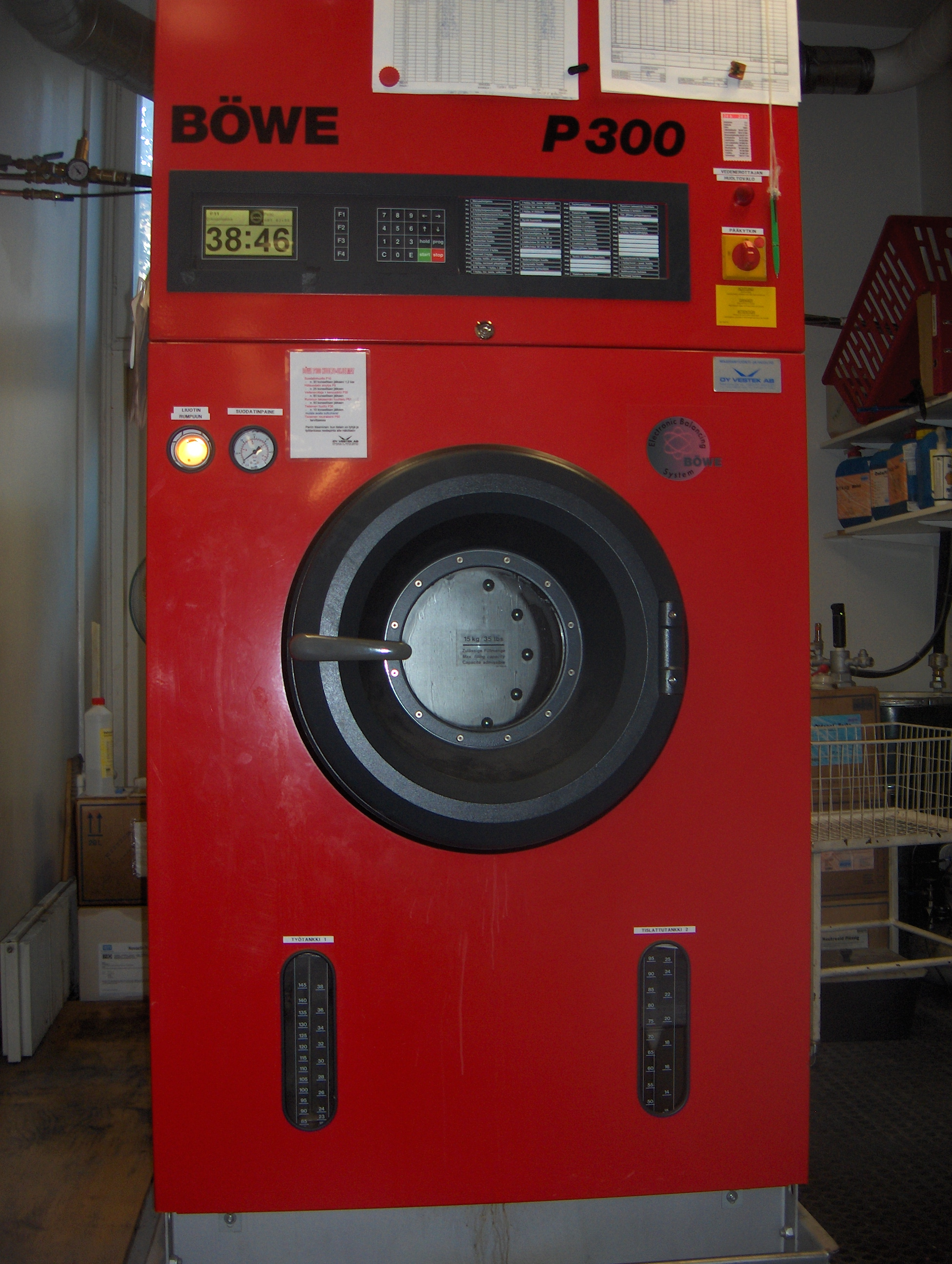
Máquina de limpieza en seco de la serie 3 con control PLC. Fabricante: BÖWE Textile Cleaning; Alemania

Una máquina de limpieza en seco es similar a una combinación de una lavadora doméstica y una secadora de ropa. Las prendas se colocan en la cámara de lavado o extracción (denominada "cesta" o "tambor"), que constituye el núcleo de la máquina. La cámara de lavado contiene un tambor horizontal perforado que gira dentro de una carcasa exterior. La carcasa contiene el disolvente, mientras que el tambor giratorio contiene la carga de ropa. La capacidad de la cesta oscila entre unos 10 y 40 kg (22 a 88 lb).[cita requerida]
Durante el ciclo de lavado, la cámara se llena aproximadamente con un tercio de disolvente y comienza a girar, agitando la ropa. La temperatura del disolvente se mantiene a 30 grados Celsius (86 grados Fahrenheit) o menos, ya que una temperatura más alta puede dañarlo. Durante el ciclo de lavado, el disolvente que se encuentra en la cámara (comúnmente conocida como "jaula" o "caja de aparejos") pasa por una cámara de filtración y luego vuelve a introducirse en la "jaula". Esto se conoce como ciclo y continúa durante todo el lavado. Luego, el disolvente se retira y se envía a una unidad de destilación que consta de una caldera y un condensador. El solvente condensado se alimenta a una unidad separadora donde el agua restante se separa del solvente y luego se alimenta al tanque de solvente limpio. El caudal ideal es de aproximadamente 8 litros de disolvente por kilogramo de prendas por minuto, dependiendo del tamaño de la máquina.
También se revisan las prendas en busca de objetos extraños. Artículos como bolígrafos de plástico pueden disolverse en el baño de disolvente y dañar los textiles. Algunos tinte textiles están "sueltos" y desprenderán tinte durante la inmersión en solvente. Los artículos frágiles, como colchas de plumas o alfombras o tapices con borlas, pueden guardarse en una bolsa de malla suelta. La densidad del percloroetileno es de alrededor de 1,7 g/cm3 a temperatura ambiente (70% más pesado que el agua), y el simple peso del disolvente absorbido puede hacer que el textil falle bajo fuerza normal durante el ciclo de extracción a menos que la bolsa de malla proporcione soporte mecánico.
No todas las manchas se pueden eliminar mediante limpieza en seco. Elementos como bolígrafos de plástico pueden disolverse con un baño de disolvente, dañando los textiles. Algunos tintes textiles están «sueltos» y desprenden tinte durante la inmersión en disolvente. Los artículos frágiles, como colchas de plumas, alfombras o colgaduras con borlas, pueden introducirse en una bolsa de malla suelta. La densidad del percloroetileno es de aproximadamente 1,7 g/cm³ a temperatura ambiente (un 70 % más pesado que el agua), y el mero peso del disolvente absorbido puede hacer que el tejido se rompa bajo la fuerza normal del ciclo de extracción, a menos que la bolsa de malla proporcione un soporte mecánico.
Un ciclo de lavado típico dura entre 8 y 15 minutos, según el tipo de prendas y el grado de suciedad. Durante los tres primeros minutos, la suciedad soluble en disolventes se disuelve en el percloroetileno y la suciedad suelta e insoluble se desprende. Una vez que la suciedad suelta se ha desprendido, se necesitan entre 10 y 12 minutos para eliminar la suciedad insoluble de las prendas. Las máquinas que utilizan disolventes de hidrocarburos requieren un ciclo de lavado de al menos 25 minutos debido a que la velocidad de disolución de la suciedad soluble en disolventes es mucho más lenta. Un surfactante de limpieza en seco También se puede añadir un "jabón" de limpieza en seco.
Al final del ciclo de lavado, la máquina inicia un ciclo de aclarado en el que la carga de ropa se aclara con disolvente recién destilado dispensado desde el depósito de disolvente. Este aclarado con disolvente puro evita la decoloración causada por las partículas de suciedad que se absorben en la superficie de la prenda desde el disolvente de trabajo "sucio".
Tras el ciclo de aclarado, la máquina comienza el proceso de extracción, que recupera el disolvente para su reutilización. Las máquinas modernas recuperan aproximadamente el 99,99% del disolvente empleado. El ciclo de extracción comienza vaciando el disolvente de la cámara de lavado y acelerando la cesta a 350-450 rpm, lo que hace que gran parte del disolvente se desprenda del tejido. Hasta este momento, la limpieza se realiza a temperatura normal, ya que el disolvente nunca se calienta en el proceso de limpieza en seco. Cuando ya no puede salir más disolvente, la máquina inicia el ciclo de secado.
Durante el ciclo de secado, las prendas se voltean en una corriente de aire caliente (60-63 °C/140-145 °F) que circula por la cesta, evaporando los restos de disolvente que quedan después del ciclo de centrifugado. La temperatura del aire se controla para evitar que el calor dañe las prendas. El aire caliente que sale de la máquina pasa a continuación por una unidad de refrigeración en la que se condensan los vapores de disolvente y se devuelven al depósito de disolvente destilado. Las máquinas de limpieza en seco modernas utilizan un sistema de circuito cerrado en el que el aire refrigerado se recalienta y recircula. De este modo, se consiguen altos índices de recuperación de disolventes y se reduce la contaminación del aire. En los primeros tiempos de la limpieza en seco, se expulsaban grandes cantidades de percloroetileno a la atmósfera porque se consideraba barato y se creía que era inofensivo.

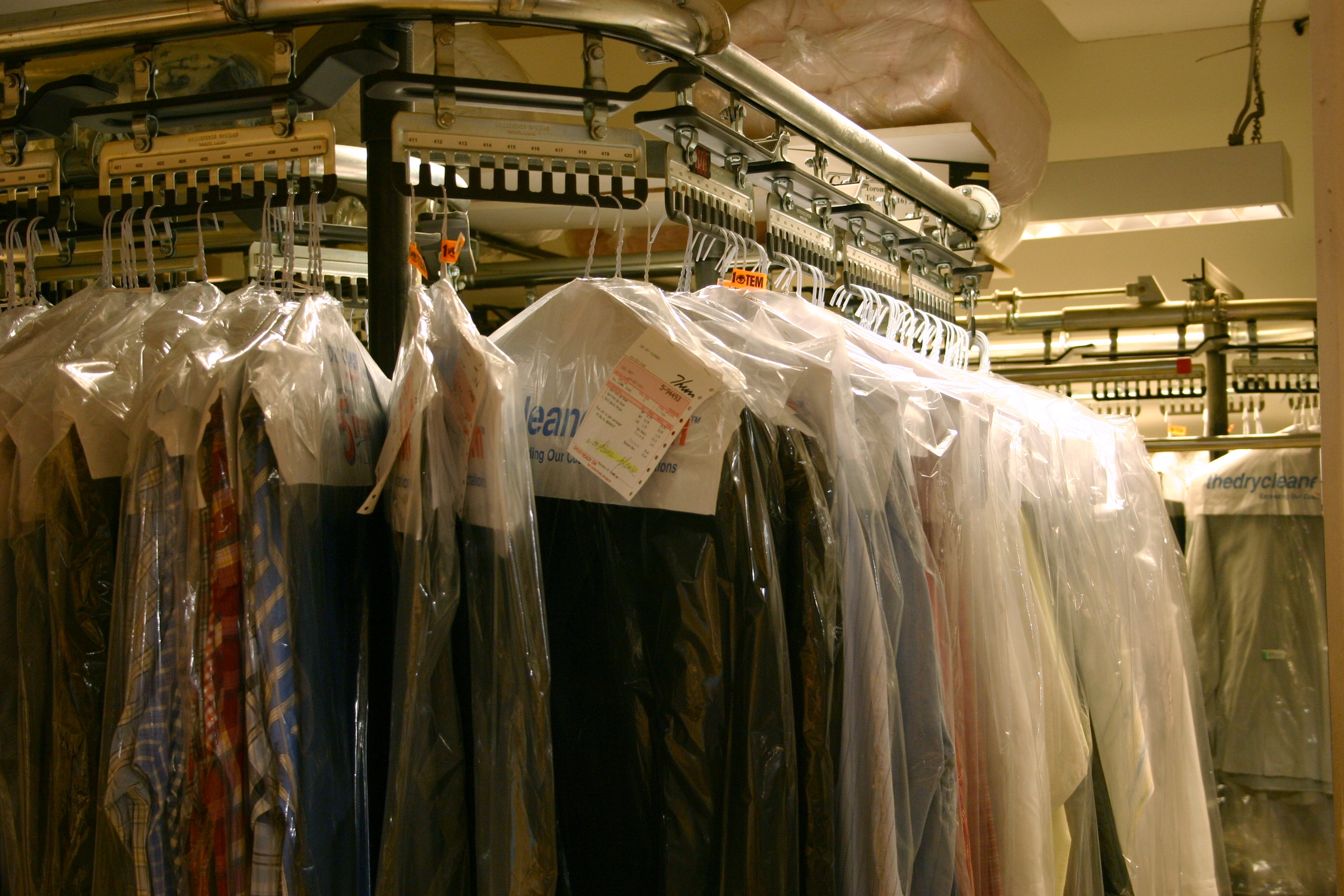
Muchos tintoreros colocan la ropa limpia dentro de finas bolsas de plástico transparentes para prendas

Una vez completado el ciclo de secado, un ciclo de desodorización (aireación) enfría las prendas y elimina más restos de disolvente haciendo circular aire fresco del exterior sobre las prendas y, a continuación, a través de un filtro de recuperación de vapores hecho de carbón activado y resinas de polímero. Tras el ciclo de aireación, las prendas están limpias y listas para el prensado y el acabado.

## Galería

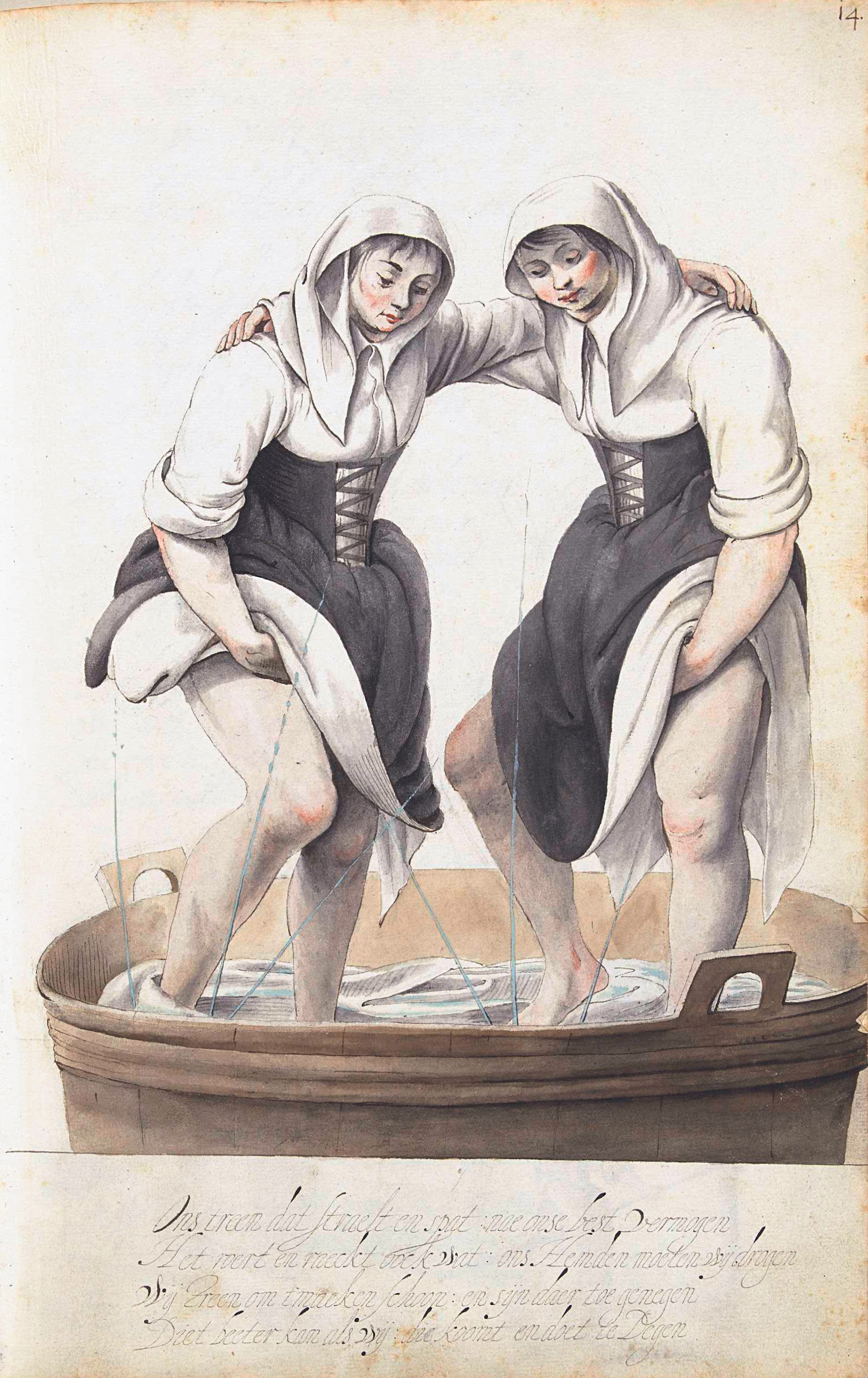
Mujeres haciendo la colada (Gesina ter Borch, 1652)
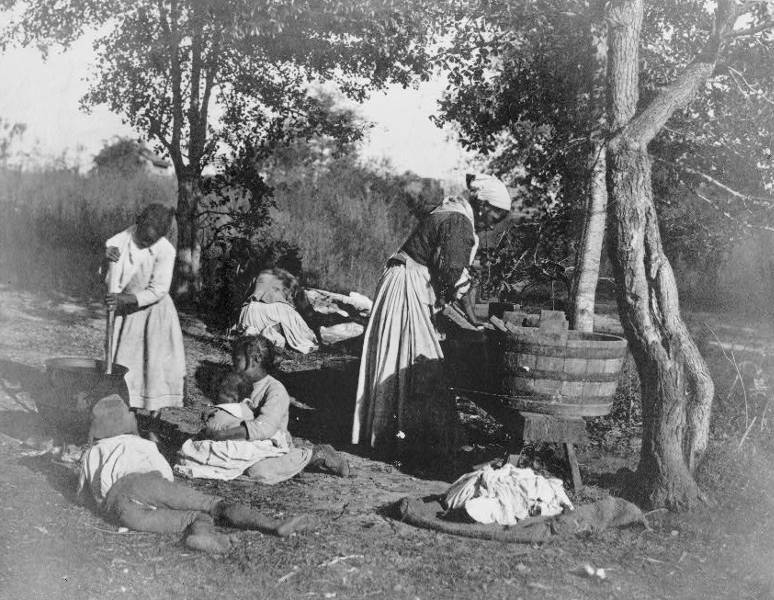
Colada en la plantación (Rudolf Eickemeyer, jr., 1887).
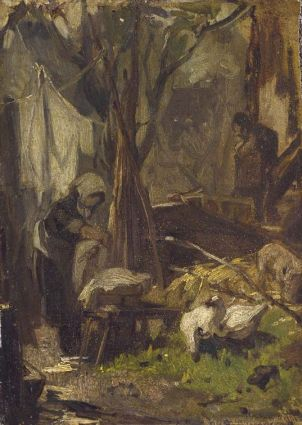
Wasdag (día de la colada, Matthijs Maris, 1917)
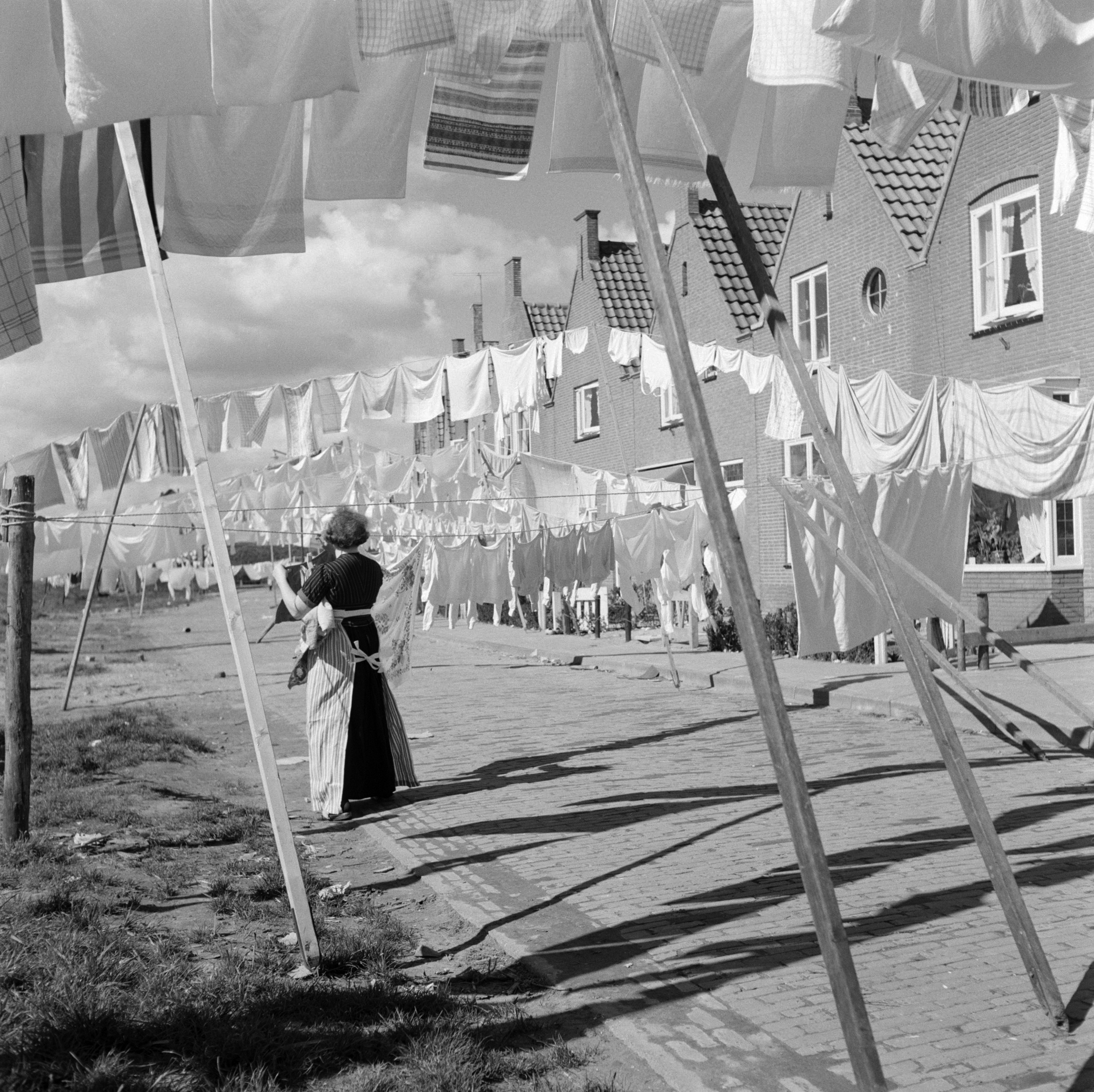
Colada tendida en Volendam (Willem van de Poll, 1959)
- Noticiero cinematográfico holandés de 1930: Diversas damas de Volendam en vestido tradicional haciendo la colada.
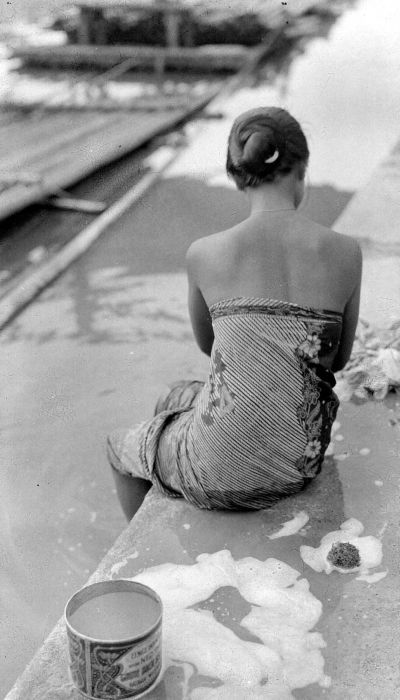
Mujer lavando la ropa en Indonesia
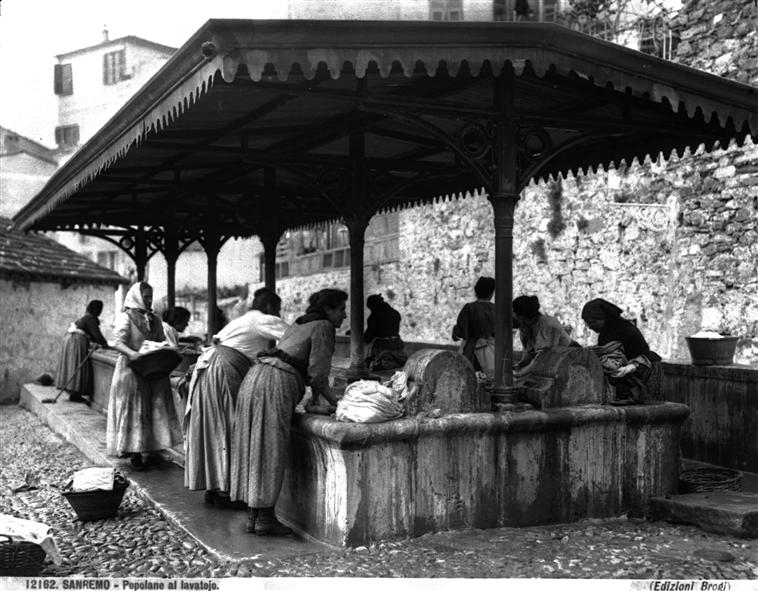
Lavandería de San Remo - 1925
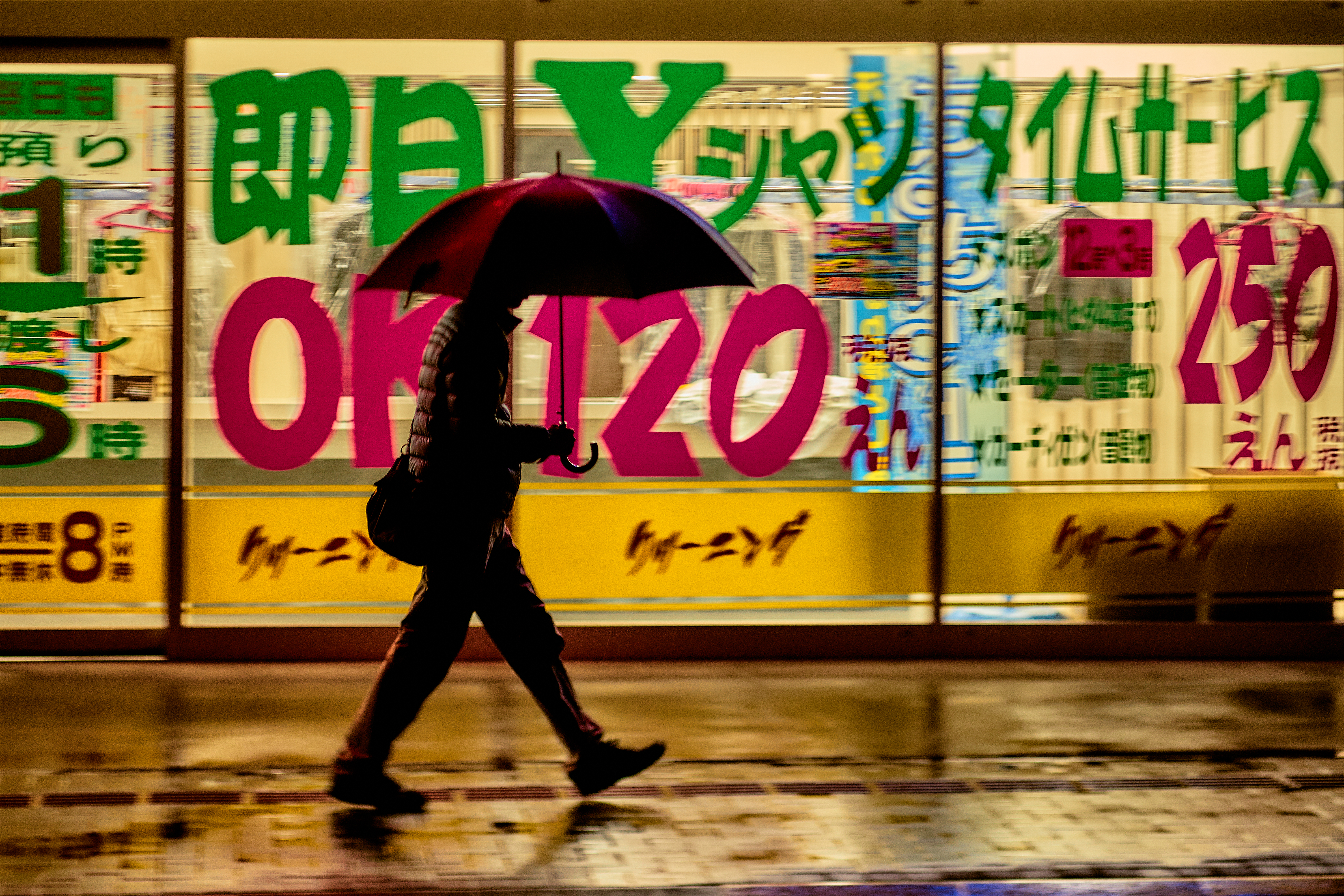
Japón